# スーパーボーナス
スーパーボーナスは、ソフトバンクモバイルが提供する携帯電話端末の販売方法である。

## 来歴
- 2006年8月頃 - 一部の直営店で「特別ハッピーボーナス」としてサービスを開始。
- 2006年9月1日 - 「スーパーボーナス」としてすべての店舗で開始。
- 2006年10月24日 - 記者会見でサービス内容の改定を発表。
- 2006年10月26日 - サービス内容を改定した「新スーパーボーナス」の提供を開始。
- 2006年11月10日 - 割賦期間が2年のプランに加えて1年半プランと1年プランの提供を開始。
- 2007年4月15日 - 割賦期間、1年半プランの受付を終了。
- 2008年1月15日 - ソフトバンク2Gシリーズでの新スーパーボーナスの受付を終了。
- 2008年11月1日 - 新スーパーボーナス特別割引を「月月割」に名称変更。
- 2009年8月19日 - 全国で基本使用料を月月割の対象外に。
- 2010年4月27日 - S!ベーシックパックとパケット定額制の加入の有無により、月月割の金額が変わる「バリュープログラム」開始。
- 2010年5月28日 - 新スーパーボーナスの割賦支払開始月・月月割適用開始月を2か月目からに改定。
- 2019年9月12日 - スマ放題の新規契約終了により、月月割が適用となる通信プランがなくなる（月月割の新規適用が終了）。

## 新スーパーボーナス
2006年10月26日発表の「新スーパーボーナス」導入以降の内容について示す。
新スーパーボーナスの主な内容は「新スーパーボーナス用販売価格」での端末購入および一定期間の利用料金割引である。「新スーパーボーナス用販売価格」での端末代金は、店頭での一括払いまたは毎月の利用料金とあわせての分割払いにて支払う。ほとんどの場合、分割払の頭金は無料であり加入者は店頭での支払いなしに端末を持ち帰ることができる。また、新スーパーボーナスを利用して端末を購入すると、端末の種類等に応じて毎月の携帯利用料金から一定額の割引（月月割）を受けることができる。契約期間中に解約や機種変更をしなければ、新スーパーボーナスを利用せず購入するよりも割安となる。

### サービス内容
（サービス内容が改定される前(2006年10月25日以前)のサービスについては(旧)スーパーボーナスを参照のこと。）
新スーパーボーナスのサービスの主要な内容は以下の通りである：
- 携帯電話端末の「新スーパーボーナス用販売価格」での分割払いまたは一括払いによる購入
  - 一括払いでの購入の場合、630円分のマイレージポイントが付与されていたが、このサービスは2009年5月31日をもって終了した。
- 毎月の携帯利用料金からの一定額の割引（月月割）
- 料金プランの期間契約割引（新・自分割引など。ホワイトプランの2年契約は対象外）の解除料の免除

分割払い契約は携帯電話回線の利用契約と無関係に契約期間中は継続されるが、利用料金の割引は電話回線の解約や機種変更・買い増しを行った時点をもって終了する。また、期間契約割引解除料の免除は電話回線の解約や「新スーパーボーナスを利用しない機種変更・買い増し」を行った時点で終了する。
月月割を全期間満額適用した場合、おおむね従来のインセンティブに相当する額が割り引かれる。従来のインセンティブ方式の端末販売方法では、携帯電話会社の負担分が最初に一括で端末の価格引下げに利用されるため、短期間で解約や機種変更をされると、基本料金及び通話料で回収できないことがある。また毎月の利用料金の支払いの少ない利用者からは負担分を回収しにくい。そのため、その負担が長期利用者や利用料金が高額な利用者に掛かっていた。
これに対して、新スーパーボーナスでは加入者への還元を毎月の月月割で行う方法をとっており、短期間で解約や機種変更をした加入者は月月割による割引を満額受けることができず、携帯電話会社の持ち出しが生じない。その分の利益を、契約者に初期特典として与えている。
また、分割払いの場合は、割賦金と月月割の割引額（満額）の差額分に対してマイレージポイントを充てることができる。割賦額と月月割の割引額が等しい場合は、分割払いではマイレージポイントを利用できない。
加入者のメリットとしては、分割払いでの購入であれば多くの場合初期費用が無料となる上、比較的軽い毎月の負担（普及モデルや旧機種の多くは、月月割により割賦支払額と同額まで利用料金が値引きされる）で端末を購入できることが挙げられる。ただし、毎月の負担が小さく見える一方で、割賦払いが終わる前に解約すると月月割による割引がなくなるため（機種変更・買い増しの場合も同じだが、こちらは新しい端末購入に対する月月割が新たに発生）、短期間での解約や短期間での機種変更を行った場合の負担は従来の販売方式に比べて大きくなる。
新スーパーボーナスの一括払いでは、最初に電話機の購入代金の全額を払い、後から毎月の月月割を受けるので、解約や機種変更をしても、割賦残額が存在しないため心理的な負担は軽減される。なお、支払総額は、新スーパーボーナスの分割払でも一括払でも同額である。また、月月割の割引額に関係なくマイレージポイントを端末代金の支払いの全額または一部に充てることや、ポイント還元制を採用する主要な量販店ではその分のポイント還元を受けることができる。
また、新スーパーボーナス契約中は自分割引など期間契約割引の違約金が免除されるため、後述の場合を除き、いつでもプラン変更が自由にできる。回線解約時も同様に、期間契約割引の違約金は免除される。ただし前述の通り、分割払いの残債がある場合はこれを支払う必要がある。2010年4月27日から、ホワイトプランが2年契約の料金プランに変更され、期間内の解約やプラン変更には契約解除料（9,975円）が必要だが、これは新スーパーボーナスによる免除はされない。
新スーパーボーナス契約者が新たに機種変更等を行う場合、実際に前回の電話機購入から経過した期間にかかわらず、前回の購入から2年以上が経過したものとして扱われる。たとえば、新スーパーボーナスを利用して端末を購入してから14か月目に再度新スーパーボーナスを利用して買い増しを行う場合、新たに適用される月月割は「2年以上使用時の割引額」となる。

### 新スーパーボーナスの契約期間
月月割適用期間や分割払いの支払期間の終了後も、新スーパーボーナス契約は継続する。このとき、利用料金の割引はないが、自分割引など期間契約割引の違約金は引き続き免除されるため、割賦支払残額のない新スーパーボーナス契約者はプラン変更や解約も随時できる。
なお、新スーパーボーナス契約者が新スーパーボーナスを利用しないで機種変更等をした場合には、新スーパーボーナス契約は解除される。

### 月月割
当初「新スーパーボーナス特別割引」と呼んでいた割引。2008年11月1日に名称を「月月割」に変更した。
新スーパーボーナスを利用した端末購入から2か月目以降（2010年5月27日以前に端末を購入した場合は3か月目以降）、端末の種類や新規・機種変更の別によって決まる一定額をソフトバンク携帯電話サービスの利用料金（以下、携帯利用料金）から割り引く。これにより利用者の負担が実質的に軽減される。従来のインセンティブ方式による携帯電話端末の値引きの代替である。2009年8月19日以降の契約では、基本料が割引の対象外となった。
一括払いおよび24回払いの場合は最大24か月間にわたって月月割が適用される。
また、割引の対象は毎月の割賦払金額そのものではなく、携帯利用料金であるため、月月割の全額が割り引かれるとは限らない。携帯利用料金が月月割の割引額より少ない場合は携帯利用料金が割引額の上限となることが、パンフレット上でも示されている。
従来方式ではほぼ前機種の利用期間のみで新端末の価格が決まるのに対し、新スーパーボーナスでは購入後の回線使用料と新端末の利用期間によって実質的な価格が決まることになる。
ホワイトプランの発表と2009年に行われた基本料金を月月割の対象外とする制度改定によって、この点がより明確になった。ホワイトプランは基本料金が月980円であるが、「割賦金額2280円・月月割1680円」の機種を新スーパーボーナス加入の上で購入、ホワイトプランに加入し、ソフトバンク携帯との通話のみに使った場合、月月割の割引額が1680円あっても割引はされず、月々の支払金額は2280(割賦金額)+980（基本料金）-0（月月割）=3260円となる。実際はこの他にS!ベーシックパック料、他社への通話やパケット通信料を払う場合がほとんどなので、月月割の対象となる場合が多いが、待受主体に使っても最低限月々の割賦金額分と基本料金は支払わなければならない。
なお、実際の割引は、税加算前の金額に対して行われる。たとえば、割引額が980円の場合、請求書上では約934円割引される。

### 問題点
本サービスについては、従来の方式に比べた場合の問題点が指摘されている。
- 端末の割賦販売という携帯業界では前例のない販売形態、および上記の残存債務などに対して、利用者の困惑や反発を招くおそれがあるといわれた。ただしその後、NTTドコモの「バリューコース」、au（KDDI／沖縄セルラー電話）の「シンプルコース（新）」、ウィルコムの「ダブルバリューセレクト」、イーアクセスの「バリュースタイル」のように、他社でも割賦販売を行っている。
- 分割支払いの場合、利用料金を含めた月々の支払い総額が月月割で安く抑えられているが、機種変更や解約をすると利用料金に対する月月割が受けられなくなるため、その場合は従来の販売形態に比べて総支払い額は高くなることがある。
  - 機種変更等の場合は、以前の端末の分の月月割適用はなくなり残り期間分の分割払いだけが続く（なお、電話機購入の際に再度「新スーパーボーナス」を利用すれば、これによる新たな月月割は適用される）。
  - 解約の場合は利用していた端末の割賦支払金の残りはすべて一括または分割で払う必要がある。ただし、強制解約の場合は一括での支払いが必要である。
  - 電波状況が悪かったり、端末に不具合があったなどの、利用者に責任のない理由での解約や機種変更でも、原則として割賦支払いの債務は免除されない。
- 分割払いの場合、マイレージポイントによる値引きは分割払いの月額と月月割による利用料金割引額満額との差額分に対して適用される。月月割による割引が満額でない月（利用料金が割引額を下回る月）でも、マイレージポイントによる値引き額は一定である。このため、「実質0円機種」を分割払いで購入する場合はマイレージポイント利用による値引きを受けることができない。なお、そのような「実質0円機種」であっても、一括払いにより購入する場合はマイレージポイントによる値引きを受けることができる。
- 解約などの際の割賦支払金の残りを一括（もしくは分割）で支払う必要があることを「高い『解約金』がかかる」というような誤った理解をする利用者がおり、それがそのまま他人に伝えられて、「ソフトバンクは（どんな条件下でも）解約金が高い」と誤解されることがあった。

### 12回・18回払い契約
分割払いを選択する場合、かつては24回払いのほかに、12回・18回払いも選択できた。24回払いに比べてメリットが少ないため、18回払いは2007年4月15日をもって、12回払いは2009年9月30日をもって受付終了となった。
12回・18回払いを選択した場合、毎月の端末支払額は増えるにもかかわらず、月月割の割引額は24回払いの場合と同額であり、割引回数は支払い回数と同じ回数であるため、端末を長く持ち続けた場合のメリットも少ない。
したがって、支払い完了後すぐに機種変更などをするのでなければ、支払いの総額は24回払いを選択した場合よりも増えてしまう。仮に12回・18回で解約や機種変更をする予定であっても、それ以上継続した場合（たとえば、15か月目に機種変更をする場合）のことを考えると24回を選んでおけば、月月割は最大24回まで受けられる。24回を選んで12回・18回で解約・機種変更した時の総支払い額は、12回・18回払いを選んだ時と同じなので、24回以下で解約・機種変更する予定であっても、12回・18回を選ぶ金銭的なメリットはない。12回・18回払いのメリットは、月々の割賦金を多めに払うことによって、12回・18回の時点で残債がなくなることのみである。

### スーパーボーナスとの相違点
- （旧）スーパーボーナスは、端末の割賦払契約と長期割引を合わせた性格を持ち、ハッピーボーナスの長期割引とは併用できないため、長期の割引率で見ると、スーパーボーナスはハッピーボーナスの2か月無料を含めた割引率に劣っていた。これに対し、現行の新スーパーボーナスは携帯電話端末の割賦払契約に限定されており、ゴールドプラン、オレンジ/ブループランの長期割引を併用可能である。このため、消費者は、単純に割賦払のデメリットおよび契約期間より前に解約や機種変更をするとそれまでの月月割が残りの期間の利用料金に適用されないデメリットと、新スーパーボーナスの特典を比較して、どちらが有利か選択できる。長期割引については、メリット・デメリットを考慮する必要はない。
- 割賦払回数については、24回の他に12回と18回が選択可能になった。ただし、もともと24回払いの端末代金をそれぞれ12回、18回で支払う形になるため、24回払いよりも月々の負担額が重くなる。また、月月割も、それぞれ12回、18回で終了するため、24回払いよりも支払い総額が高くなるデメリットがある。

### 新スーパーボーナス一括払での値引き販売
家電量販店などで、ローエンド端末を中心に「新スーパーボーナス一括払い9,800円」などのセールが行われており、「スパボ一括」とも呼ばれている。
これは、ソフトバンクモバイルが定めた一括支払金額と販売価格の差額を量販店等が肩代わりして支払うことで、新規契約数の上積みを狙うものである。関東地方では2007年6月頃から行われており、2008年3月頃からは全国に波及した。割賦制で発生した売れ残り端末や旧機種・不人気機種の処分のため、とされているが、812SHや812SHs、814T等、一年以上に渡ってこの方法で販売される端末もある。
この販売方法では、値引きされた価格での一括払いによって端末を購入する。それでも新スーパーボーナスの規定どおり、ソフトバンクモバイルが定める月月割が毎月の請求に対して適用される。このため、2009年8月18日までの契約では、割引金額が基本料金等を上回り、差し引きの支払い金額が0円となる場合があった。
例えば、月々980円の月月割が設定されている端末を一括で購入した場合、割賦金は発生しないが980円分の月月割は適用される。ホワイトプランを利用した場合、基本料980円が月月割によって相殺され、約二年間基本料金が0円となった。ただしユニバーサルサービス料の支払いは発生する。
さらに、以下のような5,000円相当のキャッシュバックプログラムを併用することで、さらに支払額を減らせる。
- 「ホワイトプランのワ ひろげようソフトバンクご紹介キャンペーン」の特典引換券 - 2008年1月15日まで、通称「ワ券」。同一名義による紹介（通称「自己紹介」）も可能で、[5]合計10,000円相当のキャッシュバックが得られた。
- 「お友達ご紹介プログラム」の特典引換券 - 2008年5月31日まで、通称「友券」
- 「ご家族ご紹介プログラム」
- 「家族と。誰かと。「ただとも」プログラム」2008年7月1日より

### 新スーパーボーナスの特典
2008年1月15日より、新規加入、機種変更の際に新スーパーボーナスを利用すると、下記の特典がある。
- あんしん保証パック1か月無料
- 基本オプションパック2か月無料

また、2009年5月31日までは、新スーパーボーナス契約一括払いでの端末購入の場合、630円分のソフトバンクマイレージポイントが付与された。
過去には、より良い条件の特典があった。
2007年8月15日までの特典は以下の3つである。
- パケット料金の最大2か月無料
- スーパー安心パック最大3か月無料
- スーパー便利パック最大4か月無料

その後、この3つの特典は新スーパーボーナスを利用して端末購入する際の通常サービスとなることが発表された。また、新スーパーボーナスの契約者は、期間契約割引（自分割引や年間割引）の解除料金が無料となる。
2007年4月15日までは、上記に加え次の特典があった。
- 基本料金の最大2か月無料

2007年1月15日までのキャンペーン（ソフトバンク大創業祭キャンペーン）期間中に新スーパーボーナスに加入した場合、上記の4つに加えさらに以下の特典を受けることができた。
- 頭金相当額から10,500円割引
- 割賦払終了時にマイレージポイント4200円相当を付与

## スーパーボーナス
「スーパーボーナス」とは、一部特定店舗で特別ハッピーボーナスとして先行提供していたものを一部変更して正式サービスとしたものである。新スーパーボーナスの開始に伴い受付終了した。「新スーパーボーナス」と明示的に区別するために「旧スーパーボーナス」「旧スパボ」などと呼ばれる場合がある。

### 概要
各種の割引サービスを組み合わせたものであるが、割引自体よりも、日本の携帯電話業界初の割賦方式の端末販売を導入した点に特徴がある。 端末の販売代金を24か月の割賦支払とするが、頭金の最大10,500円（税込）割引と、残り24か月分のうち最大全額をソフトバンクモバイルが負担することによって、利用者の実質負担分を従来のインセンティブによる端末販売と同等程度としている。ただし、26か月以内に機種変更や解約などを行うと、残っている分の割賦金を支払わなければならない。
スーパーボーナスのサービス内容は大まかに以下の6つである。
- スーパーボーナス加入時の10,500円割引または1万円キャッシュバック（割引加入特典）
- 基本料金の割引（スーパーボーナス継続割引）
- 毎月の割賦支払い額の実質的軽減（スーパーボーナス特別割引）
- 定期的なポイント付与（継続利用特典）
- 基本料金2か月無料（新規加入特典）
- デュアルパケット定額2か月無料

### スーパーボーナス加入時の10,500円割引または1万円キャッシュバック
新規加入/契約変更/買い増し/機種変更と同時にスーパーボーナスへ加入した場合、端末割賦支払いの頭金のうちの最大10,500円をソフトバンクモバイルが負担する。
端末の10,500円割引を利用しない場合は、スーパーボーナス申し込みから3か月後に、料金を引き落としている口座ないしは指定された口座にソフトバンクモバイルから10,000円が振り込まれる。

### 基本料金の割引
基本料金は加入年度の15%割引から3年目以降毎年割引率が増加し、11年目には41%割引になる。ハッピーボーナスや他社の長期利用割引に相当する。
| 年度                         | 1年目 | 2年目 | 3年目 | 4年目 | 5年目 | 6年目 | 7年目 | 8年目 | 9年目 | 10年目 | 11年目以降 |
| ---------------------------- | ----- | ----- | ----- | ----- | ----- | ----- | ----- | ----- | ----- | ------ | ---------- |
| 基本使用料割引率             | 15%   | 15%   | 18%   | 20%   | 23%   | 26%   | 29%   | 32%   | 35%   | 38%    | 41%        |
| 家族割引併用時割引率(副回線) | 57.5% | 57.5% | 59%   | 60%   | 61.5% | 63%   | 64.5% | 66%   | 67.5% | 69%    | 70.5%      |

### 毎月の割賦支払い額の実質的軽減
上記の割引とは別に、端末の割賦支払が発生する3か月目以降、端末の種類や新規・機種変更の別によって決まる一定額を利用料金から割り引く。これにより割賦支払いの負担が実質的に軽減される。従来のインセンティブによる端末の値引きを目に見える形で実施するものといえ、スーパーボーナスでもっとも特徴的な部分である。
ただし、割引の対象は割賦支払いそのものではなく利用料金であるため、割賦支払い全額分が割り引かれるとは限らない。また、利用料金が割引額より少ない場合には、利用料金を上限として割り引く。
|                           | A・A'グループ | A"グループ | Bグループ |
| ------------------------- | ------------- | ---------- | --------- |
| SoftBank 3Gシリーズ       | 2,280円       | 2,080円    | 1,880円   |
| SoftBank 6-2 シリーズ(2G) | 1,780円       | -          | 1,480円   |

|                           | Aグループ | A'グループ | A"グループ | Bグループ |
| ------------------------- | --------- | ---------- | ---------- | --------- |
| SoftBank 3Gシリーズ       | 1,680円   | 1,580円    | 1,480円    | 1,180円   |
| SoftBank 6-2 シリーズ(2G) | -         | 1,180円    | -          | 880円     |

### 定期的なポイント付与
割賦支払の終わる27か月目に2000ポイント（4200円相当）、さらに12か月ごとに2000ポイントが進呈される（家族割引副回線の場合は1000ポイント）。進呈されたポイントは機種変更料金やバッテリー交換に利用できる。

### 基本料金の2か月無料
新規契約/機種変更問わず新たにスーパーボーナスへ新しく加入した場合、加入時から最大2か月（加入月の締日までと翌月）の基本料金が無料となる。

### デュアルパケット定額の2か月無料
新規契約/機種変更問わず新たにスーパーボーナスへ新しく加入した場合、加入時から最大2か月（加入月の締日までと翌月）のデュアルパケット定額が無料となる。パケット使用量の大小に関らず超過料金は取られない。 またデュアルパケット定額は無料期間だけ利用しその後解約することも可能である。
|                                | 基本料金 | デュアルパケット定額 |
| ------------------------------ | -------- | -------------------- |
| 新規契約＋スーパーボーナス加入 | ○        | ○                    |
| 機種変更＋スーパーボーナス加入 | ○        | ○                    |
| 機種変更＋スーパーボーナス継続 | ×        | ×                    |